# Bettina Plank
Pour les articles homonymes, voir Plank.
Bettina Plank est une karatéka autrichienne née le 24 février 1992 à Feldkirch.

## Palmarès
Bettina Plank est championne d'Europe en kumite moins de 50 kilos aux championnats d'Europe de karaté 2015 à Istanbul.
Elle est médaillée de bronze en moins de 50 kg aux championnats du monde de karaté 2018 à Madrid.
Elle est médaillée d'argent des moins de 50 kg aux championnats d'Europe de karaté 2018 à Novi Sad et aux Championnats d'Europe de karaté 2019 à Guadalajara.
Elle remporte la médaille de bronze en moins de 55 kg aux Jeux olympiques de 2020 à Tokyo.
Elle remporte la médaille d'or en kumite des moins de 50 kg aux Jeux européens de 2023 à Bielsko-Biała.